# Hippothoidae
Hippothoidae zijn een familie van mosdiertjes uit de orde Cheilostomatida en de klasse van de Gymnolaemata.

## Geslachten
- Antarctothoa Moyano, 1987
- Austrothoa Moyano, 1987
- Celleporella Gray, 1848
- Haplota Marcus, 1940
- Hippothoa Lamouroux, 1821
- Jessethoa Gordon, 2020
- Neothoa Moyano, 1987
- Plesiothoa Gordon & Hastings, 1979